# عبد الباري العروسي
عبد الباري العروسي (مواليد 1961الزاوية) هو مهندس وسياسي ليبي شغل منصب وزير النفط والغاز الليبي في الفترة من 14 نوفمبر 2012 حتى 22 يناير 2014. 

## النشأة والتعليم
ولدت عبد الباري العروسي في الزاوية عام 1961.  حصل على درجة بكالوريوس العلوم في الهندسة الكيميائية من جامعة طبرق. وفي عام 1988 حصل على درجة الماجستير من معهد جامعة مانشستر للعلوم والتكنولوجيا .  كما حصل على درجة الدكتوراه من نفس الجامعة في الهندسة وعلوم التآكل، حصل عليها عام 1992. 

## حياة مهنية
بعد تخرجه، عمل العروسي في شركة سرت للنفط في مناصب إدارية مختلفة من سبتمبر 1992 إلى يونيو 1998.  ثم اعتقل في السجن بين عامي 1998 و2006  وبعد إطلاق سراحه، شغل العديد من المناصب الإدارية التنفيذية في العديد من الشركات الهندسية، بما في ذلك تلك الموجودة في المملكة المتحدة.  شغل منصب المدير التنفيذي لشركة ليبيا الخضراء القابضة منذ نهاية عام 2011 وحتى نوفمبر 2012. 
و في تشرين الثاني/نوفمبر 2012، تم تعيينه وزيراً للنفط والغاز في الحكومة التي يرأسها رئيس الوزراءعلي زيدان .  وحل عبد الباري العروسي محل عبد الرحمن بن يزة في منصب وزير النفط.   وبعد وقت قصير من تعيينه، في ديسمبر/كانون الأول 2012، أعلن العروسي عن إنشاء المؤسسة الوطنية للتنقيب عن النفط والغاز وإنتاجهما، وهي شركة نفط وطنية مقرها في طرابلس .  وفي فبراير 2013 أفاد بأنه تم اكتشاف منطقة نفطية جديدة في حوض غدامس على بعد حوالي 650 كم جنوب غرب مدينة طرابلس غرب ليبيا.  وانتهت ولاية عبد الباري العروسي في يناير/كانون الثاني 2014، وتم تعيين عمر الشكماك وزيراً للنفط بالوكالة. 

### فترة حكم القذافي
شهد عبد الباري العروسي وأفراد عائلته عدة أحداث حاسمة في عهد معمر القذافي . وفي يونيو/حزيران 1998، تم اعتقاله وحكم عليه على أساس أنه عضو في حركة الإخوان المسلمين السرية.  أمضى ثماني سنوات من الحكم المؤبد في سجن أبو سليم .   وأُطلق سراحه في أبريل/نيسان 2006.  كما أمضى والده بعض الوقت في أبو سليم في أوائل السبعينيات.  قُتل أحد إخوته في الزاوية أثناء الحرب الأهلية الليبية . بالإضافة إلى ذلك، تعرض أخ آخر للضرب المبرح وفقد إحدى عينيه أثناء الانتفاضة.  كما سُجن عبد الرحمن، نجل العروسي، لمدة شهر في يوليو/تموز 2011. 

### عضوية
عبد الباري العروسي هو عضو في الجمعية الأمريكية لمهندسي التآكل وعضو في المعهد البريطاني للتآكل. 

## روابط خارجية
| المناصب السياسية       | المناصب السياسية                       | المناصب السياسية |
| ---------------------- | -------------------------------------- | ---------------- |
| سبقه عبد الرحمن بن يزة | ' وزير النفط والغاز الليبي 2012 - 2014 | تبعه عمر الشكماك |